# 鉄砲伝来記
『鉄砲伝来記』（てっぽうでんらいき）は、1968年5月18日に大映が配給した、森一生監督の時代劇映画である。日本でも放送されて人気を博した『コンバット!』の主要キャストの一人で、日本でも知名度があったリック・ジェイソンを主演に迎え、若尾文子はヒロインを務めた。
戦国時代、種子島に鉄砲が伝わり、鍛冶屋の八板金兵衛が苦労の末に鉄砲を製造するまでを、金兵衛の娘・若狭とポルトガル人の男との悲恋を絡めた描いた作品である。

## 配役
- リック・ジェイソン：ピントオ
- 若尾文子：若狭
- 藤村志保：お種
- 藤巻潤：織田信長
- 小池朝雄：橘屋又三郎
- 中谷一郎：作次
- 戸浦六宏：五峰
- 五味龍太郎：織部丞時貫
- 内藤武敏：種子島時尭
- 水原浩一：種子島時尭の重臣
- 伊達三郎：脇田徳之進
- 木村玄：徳三
- 東野英治郎：八板金兵衛

## スタッフ
- 製作：永田雅一
- 企画：藤井浩明
- 原案：高野悦子
- 脚本：長谷川公之
- 撮影：森田富士郎
- 録音：大角正夫
- 照明：美間博
- 美術：西岡善信
- 音楽：林光
- 編集：谷口登司夫
- 特撮合成：田中貞造[5]
- 擬斗：楠本栄一
- 音響効果：倉嶋暢
- 助監督：大洲斉
- 製作主任：西澤鋭治
- 現像：東洋現像所
- 特撮監督：黒田義之
- 衣裳考証：上野芳生
- 装飾考証：高津利治
- 銃砲考証：吉岡新一
- 鍛冶考証：水野正範
- 語り手：鈴木瑞穂
- 監督：森一生

## 併映作品
- 『講道館破門状』